# Hermine Karagheuz
Hermine Karagheuz (falecida a 30 de abril de 2021) foi uma actriz, escritora e fotógrafa arménio-francesa. Ela é conhecida pelos seus papeis em Out 1, Merry-Go-Round e Duelle.
Karagheuz faleceu a 30 de abril de 2021.